# Normal backe i nordisk kombination vid olympiska vinterspelen 2014
Normal backe i nordisk kombination vid olympiska vinterspelen 2014 hölls vid anläggningen RusSki Gorki Jumping Center, i Krasnaja Poljana, Ryssland den 12 februari 2014.

## Medaljörer
| Spel              | Guld               | Silver             | Brons             |
| Normalbacke/10 km | Eric Frenzel (GER) | Akito Watabe (JPN) | Magnus Krog (NOR) |